# Arilson Chiorato
Arilson Maroldi Chiorato (Mandaguaçu, 1 de janeiro de 1978) é um administrador e político brasileiro, eleito para a Assembleia Legislativa do Paraná (ALEP) pelo Partido dos Trabalhadores (PT) em 2018.
Formado em administração pela Universidade Estadual de Maringá (UEM) e mestre em gestão urbana pela Pontifícia Universidade Católica do Paraná (PUC-PR), Chiorato construiu sua carreira na administração pública em diversas cidades do interior do estado. Foi chefe de gabinete da Secretaria de Estado de Planejamento e Coordenação Geral do Paraná e trabalhou como assessor parlamentar na Assembleia Legislativa e no Senado Federal, durante o mandato de Gleisi Hoffmann. Também atuou como assessor do deputado Enio Verri.
Em 2014, foi primeiro suplente na ALEP, com 27 mil votos. Em 2018, foi eleito deputado estadual com 36 mil votos.
Em seu primeiro mandato, Chiorato coordenou a Frente Parlamentar sobre o Pedágio, promovendo amplos debates sobre o tema. Realizou mais de 20 audiências públicas em diversas regiões do Paraná e, mais recentemente, discutiu o assunto com o Governo Federal.
Durante seu mandato, defendeu pautas importantes e propôs diversos projetos de lei, obtendo sucesso em várias de suas iniciativas. Entre as conquistas, destaca-se a Proposta de Emenda Constitucional (PEC) que institui o ensino da língua espanhola na rede pública de ensino, conhecida como "PEC do Espanhol". Outra importante lei de sua autoria é a 20.167/2020, que garantiu o fornecimento de água e energia elétrica durante a pandemia de COVID-19 para todos os paranaenses.

Chiorato se define como um defensor dos direitos dos menos favorecidos e da educação pública de qualidade. Em suas palavras: 
"Não é só uma bandeira, tem a ver com a minha história, do tempo de menino que jogava bola descalço na rua enquanto sonhava com melhores oportunidades, as quais conquistei através da educação pública".
No 7º Congresso Estadual do Partido dos Trabalhadores (PT), realizado em Curitiba em outubro de 2019, foi eleito presidente do Diretório Estadual do PT do Paraná, sucedendo Dr. Rosinha.

Em 2022, foi reeleito deputado estadual com mais de 76 mil votos, ficando entre os dez mais votados do Paraná. É conhecido por suas posições firmes contra projetos de privatização de empresas públicas, como a Copel e a Sanepar, além de ser uma das principais vozes contrárias ao retorno do pedágio elevado e abusivo.